# はり部材

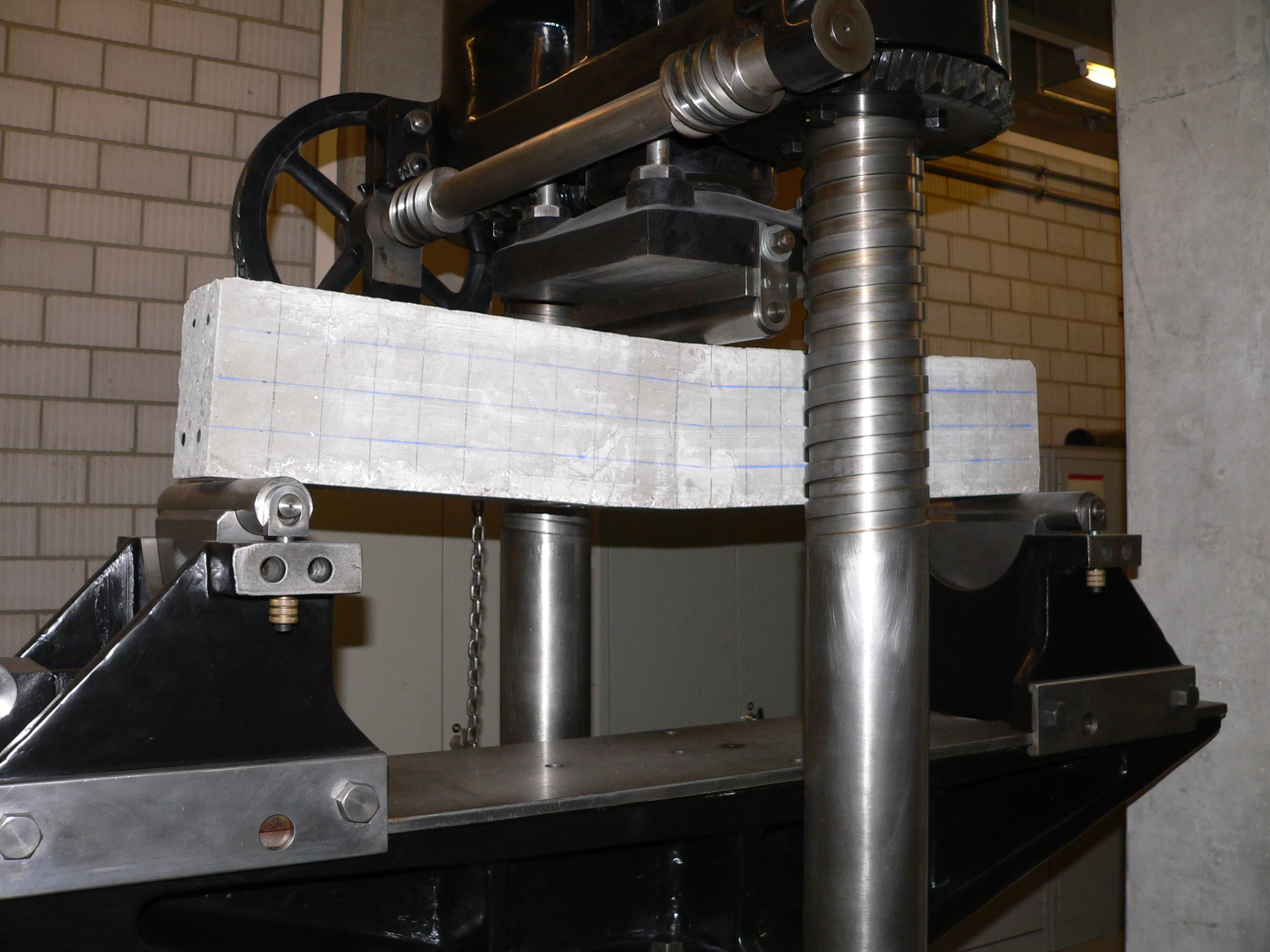
図1：コンクリート製のはり部材に対する曲げ試験

構造力学においてはり部材（はりぶざい、英語: beam）とは、棒状の直線部材のうち、引張や圧縮などの軸力以外の力（せん断力や曲げモーメント）も作用する部材のことであり、特に、主として曲げる力に抵抗する部材のことを指す。簡易な例では、小川などにかける板状の橋などが該当する。
ここで、部材(英語: member)とは構造物を構成する要素のことであり、特に、棒状の（ある一方向の長さが他の二方向の長さに対して十分に長い）直線部材を単に部材と呼ぶ。

## はりの抽象化

図2：はりの抽象化

はりは、実際には冒頭の写真（図1）のように、ある大きさの断面を持ち、荷重もある幅をもつが、実際には図2のように、抽象化して扱う。
具体的には以下のような抽象化が施される。
- 部材自体はその断面の図心を通る線である部材軸または軸線で表す。
- 部材の自重は部材軸に作用するものとする（部材軸には自重がないと考える）。
- 部材の長さに対して、荷重の幅が十分に狭ければ、その荷重は、ある1点に作用する集中荷重として扱う。

また、はりの変形を考える際には、
- 変形後も、部材軸に直角な断面は直角なままである（ベルヌーイ・オイラーの仮定もしくは平面直角保持の仮定）。
- 変形後も、断面の形状は変化しない。
- 変形は微小である（微小変位理論）。

というような仮定（抽象化）も施される。

### はりの種類
以下に代表的なはりと、その抽象化された略図を示す。
| はりの名称 | 模式図 | 抽象化された略図 |
| --- | ------ | ---------------- |
| 単純ばり |        |                  |
| 片端張り出しばり |        |                  |
| 両端張り出しばり |        |                  |
| 2径間ゲルバーばり |        |                  |
| 3径間ゲルバーばり |        |                  |
| 片持ちばり |        |                  |
| 凡例：「模式図」において、灰色の部分がはりの本体、白く表示されているものが支点（各形式については支点を参照）、黒い部分は地盤や壁面などの固定部分を表す。 |        |                  |

## 力学的解析

### 支点反力
構造物が自重や人物・車両などの荷重を受けても静止しているのは、構造物の支点から、受けている力に等しい大きさの支点反力を受けているからである。
支点反力を求めることは、支点そのものにかかる力を算定し設計するためだけでなく、構造物を支持する地盤などの強度に耐えうるかなどの予測に必要である。

### 部材断面力
はりに、外力（荷重と反力）がかかれば、部材内部ではそれに抵抗するための力が生じる。
ある断面における、この抵抗する力を断面力と呼ぶ。
冒頭で述べたとおり、はりにかかる断面力は、主として、せん断力と曲げモーメントである。
これらの断面力を求めることで、はり部材にかかる最大応力などが推定でき、必要強度などの設計が可能となる。

### たわみ

図3：単純梁のの中央に荷重がかかった時の、たわみとたわみ角

荷重が作用すれば、はりは図3のように変形する。
この時、変形前のはりの中心軸から、変形後の、はりの中心軸の変位をたわみ（英語: deflection）と呼び、たわみがなす線を弾性曲線あるいはたわみ曲線といい、弾性曲線の接線と変形前のはりの中心軸とのなす角をたわみ角（英語: deflection angle, slope）という。
橋などの構造物においては、たとえ強くても（壊れなくとも）たわみが大きすぎるとその上を通る人に不安感を与えるので、大きくたわみすぎないことが重要である。
はりのたわみを求める方法には、
1. 弾性曲線方程式（微分方程式）を直接解く方法
2. モールの定理を用いた、弾性荷重法を用いる方法
3. エネルギー保存則（仮想仕事の原理）を用いる方法

などがある。